# Taillepied
Taillepied ist eine französische Gemeinde mit 17 Einwohnern (Stand 1. Januar 2022) im Département Manche in der Region Normandie. Sie gehört zum Arrondissement Cherbourg und zum Kanton Bricquebec-en-Cotentin. Die Bewohner werden Taillepiétais genannt.
Sie grenzt im Norden an Saint-Sauveur-le-Vicomte, im Osten an Catteville, im Süden an Neuville-en-Beaumont und im Westen an Besneville.

## Bevölkerungsentwicklung
| Jahr      | 1962 | 1968 | 1975 | 1982 | 1990 | 1999 | 2008 | 2018 |
| --------- | ---- | ---- | ---- | ---- | ---- | ---- | ---- | ---- |
| Einwohner | 59   | 62   | 54   | 41   | 26   | 25   | 29   | 18   |

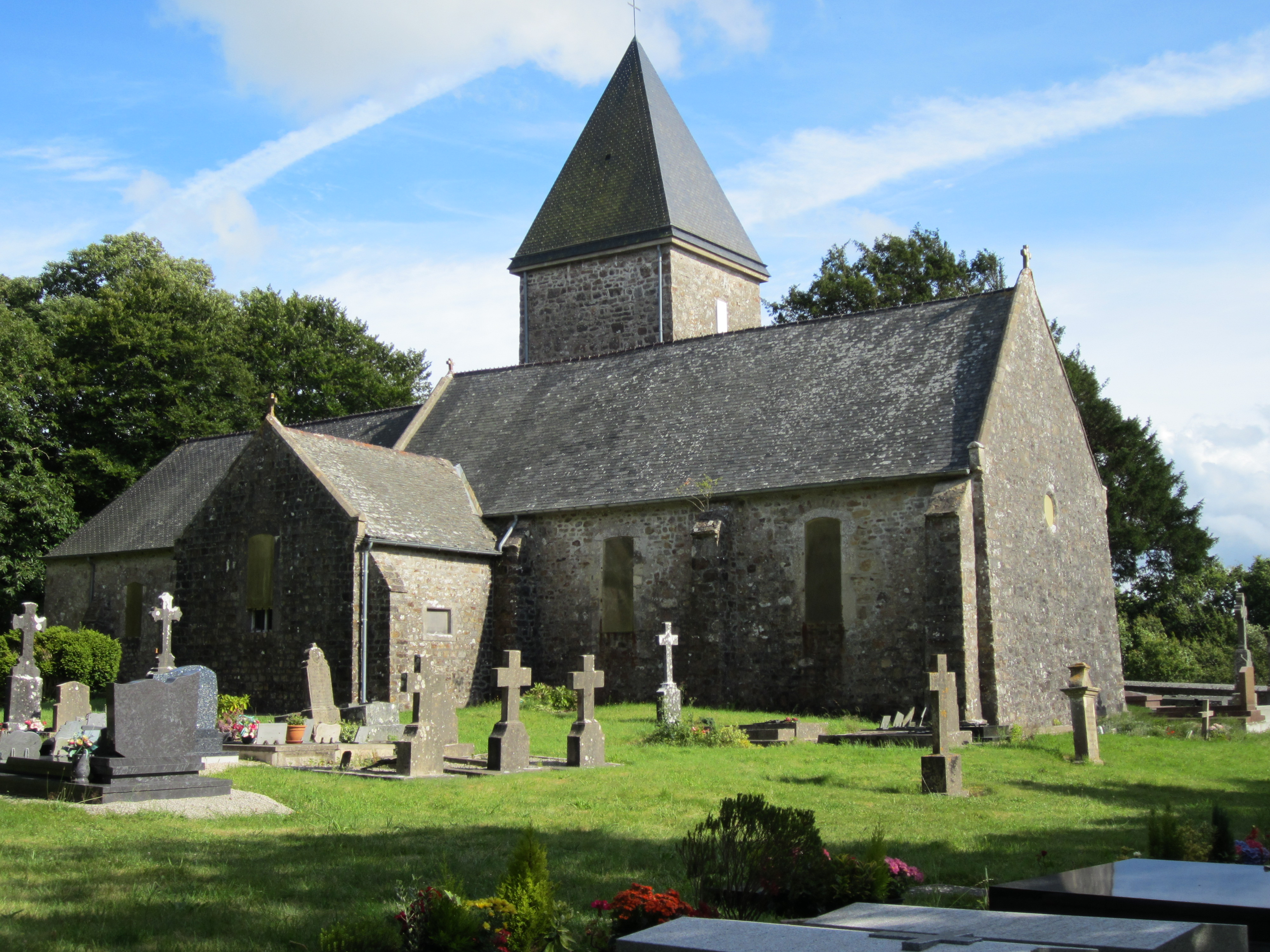
Kirche Saint-Jean-Baptiste auf dem 91 m hohen Mont de Taillepied
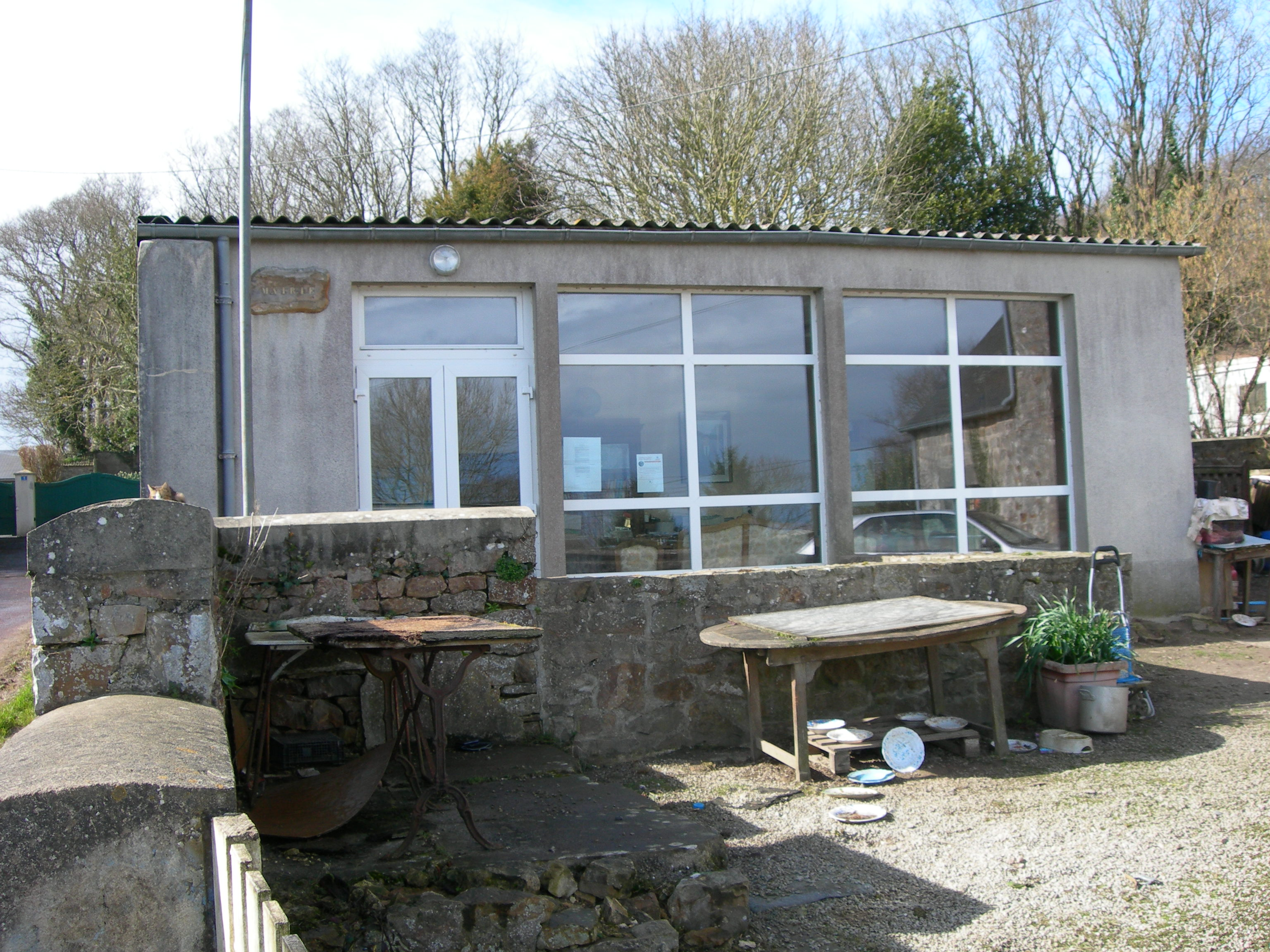
Mairie Taillepied